# Adrian Banks
Adrian Gerard Banks, (Memphis, Tennessee; 9 de febrero de 1986) es un jugador de baloncesto estadounidense que actualmente se encuentra sin equipo. Con 1.91 metros de estatura, juega en la posición de base.

## Trayectoria deportiva
No fue elegido en el Draft de la NBA de 2008 y debutó como profesional en Bélgica. En Italia su impacto fue inmediato, convirtiéndose en un gran anotador.
En la temporada 2014/15 disputó los cuartos de final de la Lega con el Sidigas Avellino, con el que firmó unos promedios de 15,3 puntos, 2,6 rebotes y 2,7 asistencias.
En el 2015, firma por el Enel Brindisi, donde realiza una gran temporada siendo uno de los mayores anotadores de la LEGA.
El 14 de julio de 2021, firma por el Pallacanestro Trieste de la Lega Basket Serie A.
El 8 de julio de 2022 fichó por el Universo Treviso Basket, también de la Lega Basket Serie A italiana. Esa temporada acabó disputando los playoffs con el Fortitudo Bologna.